# Malinówka (wódka)
Malinówka – rodzaj napoju alkoholowego stworzonego na bazie owoców malin, cukru oraz spirytusu lub wódki o minimalnej zawartości alkoholu 40%. Jest to rodzaj likieru smakowego. W niektórych przypadkach jest stosowana jako lekarstwo i podawana w okresach zwiększonej zachorowalności na grypę i przeziębienie dzięki zawartości dużej ilości witaminy C i antyoksydantów.